# جووانی اریسیلو
جووانی اریسیلو (انگلیسی: Giovanni Errichiello؛ زادهٔ ۱۲ ژوئن ۱۹۶۰) بازیکن والیبال اهل ایتالیا است.